# Tylothallia pahiensis
Tylothallia pahiensis är en lavart som först beskrevs av Alexander Zahlbruckner, och fick sitt nu gällande namn av Hertel & H. Kilias. Tylothallia pahiensis ingår i släktet Tylothallia och familjen Lecanoraceae.   Inga underarter finns listade i Catalogue of Life.